# 姫TRANCE アニメPARTY
「姫TRANCE アニメPARTY」（ひめトランス アニメパーティー）は、夏川純の1作目のシングル。2005年10月26日にget over the recordsからリリースされた。

## 収録楽曲
出典：
1. CAT'S EYE [3:31]
作詞：みうらよしこ、作曲：小田裕一郎、編曲：松本祥平
2. ラムのラブソング [4:23]
作詞：伊藤アキラ、小林泉美、作曲：小林泉美、編曲：松本祥平
3. CAT'S EYE （INSTRUMENTAL）
4. ラムのラブソング（INSTRUMENTAL）